# 최경환 (1971년)
최경환(崔景煥, 1971년 3월 5일 ~ )은 대한민국의 제6·7·8·9대 경상북도 울릉군의원이다.

## 학력
- 울릉장흥국민학교 졸업 (폐교)
- 울릉중학교 졸업
- 울릉고등학교 졸업
- 대경대학교 행정정보과 전문학사 졸업

## 경력
- 국민건강보험공단
- 울릉초등학교 운영위원회 위원장
- 울릉군 애향회 감사
- 울릉군 노인장기요양 등급판정위원회 위원
- 법무부 범죄예방지원 봉사위원
- 경북소방자문단위원회 울릉군 자문단 위원
- 민주평화통일자문회의 울릉군 협의회 간사
- 2011.10 ~ 2014.06 제6대 경상북도 울릉군의회 의원
- 2012.03 ~ 2012.07 제6대 경상북도 울릉군의회 조례제정·개정심사특별위원회 위원장
- 2013.04 ~ 2014.06 제6대 경상북도 울릉군의회 후반기 조례제·개정심사 특별위원회 위원
- 2014.07 ~ 2018.06 제7대 경상북도 울릉군의회 의원
- 2014.07 ~ 2016.07 제7대 경상북도 울릉군의회 전반기 예산결산특별위원회 위원장
- 2015.06 ~ 2016.07 제7대 경상북도 울릉군의회 전반기 행정사무감사 특별위원회 위원
- 2018.07 ~ 2022.06 제8대 경상북도 울릉군의회 의원
- 2018.07 ~ 2020.07 제8대 경상북도 울릉군의회 전반기 조례제·개정특별위원회 위원장
- 2020.07 ~ 2022.06 제8대 경상북도 울릉군의회 후반기 의장
- 2022.07 ~ 제9대 경상북도 울릉군의회 의원
- 2022.07 ~ 제9대 경상북도 울릉군의회 전반기 예산결산특별위원회 위원
- 2022.07 ~ 제9대 경상북도 울릉군의회 전반기 조례제·개정심사 특별위원회 위원

## 수상
- 2014 경상북도 의정봉사대상
- 2017 지역 의정부문 혁신대상

## 역대 선거 결과
|  | 47.65% |

|  | 23.69% |

|  | 20.46% |

|  | 18.31% |